# Metagarista disjuncta
Metagarista disjuncta là một loài bướm đêm trong họ Noctuidae.